# Llac de Babati
El llac de Babati és un llac de Tanzània conegut per la seva població d'hipopòtams. Les sequeres recents han portat a la caiguda del nombre d'exemplars d'aquest animal, causant preocupació als hotelers locals.